# Кошка-рыболов
Кошка-рыболов, или крапчатая кошка, или рыбья кошка (лат. Prionailurus viverrinus) — дикая кошка юго-восточной Азии, отличающаяся тем, что ловит рыбу и хорошо плавает. Вид близко родственен амурской лесной кошке и похож на неё, но более крупных размеров.
Редкое животное, внесено в Приложение II CITES.

## Характеристика
По внешнему виду рыбная кошка напоминает цивету (viverra), по имени которой и получила своё латинское видовое название.
Масса взрослого животного от 11 до 15 кг (коты), 6—7 кг (кошки), при длине тела 96,5—119,3 см, высоте в холке 38,1—40,6 см. Имеет крепкое сложение, обладает большой силой. Морда короткая и широкая, переносица практически отсутствует. Уши маленькие круглые, низко посаженные по бокам головы, челюсть круглая, почти как у питбуля, нижняя очень сильная. Голова круглая, шея короткая. Ноги короткие, хвост также короткий, толстый у основания. Окрас серовато-коричневый с чёрным.
Как и большинство кошек, рыболовы имеют белые глазные пятна позади черноокрашенных ушей. Эти пятна подчёркивают положение ушей, которые, будучи прижаты, демонстрируют агрессию животного. Между пальцами передних лап имеются перепонки, которые мешают кошке втягивать когти, но помогают ловить рыбу.

## Распространение

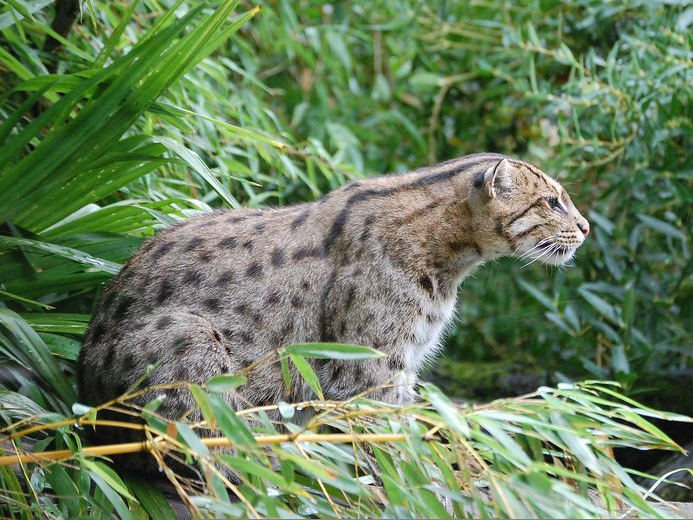
Кошка-рыболов в зоопарке.

Кошка-рыболов обитает в тропических и субтропических регионах юго-восточной Азии: на юге и востоке Индии, в Индокитае, на Цейлоне, Суматре, Яве. Встречаются, в основном, в лесах вблизи водоёмов, преимущественно болот, озёр и медленных рек.

## Размножение
Размножаются рыбные кошки круглый год. После беременности 63—70 дней рождается два или три котёнка. Они взрослеют к 9-месячному возрасту. Содержащиеся в неволе самцы помогают самке ухаживать за потомством, однако неизвестно, как они ведут себя в природе.

## Питание
В отличие от большинства других кошачьих, кошки-рыболовы — превосходные пловцы. В поисках пищи они не только поджидают у берега, чтобы одним метким прыжком броситься на добычу, но и бродят по мелководью в поисках крабов, лягушек, улиток и других водных обитателей, или же ныряют и плавают, чтобы достать рыбу.
Питается в основном рыбой. Во время охоты сидит на берегу реки в ожидании проплывающей мимо рыбины, которую бьёт когтистой лапой, иногда эта кошка даже ныряет за добычей на дно реки. Поедает также лягушек, змей, улиток, птиц, мелких млекопитающих и в период засухи падаль и свои экскременты.
Иногда охотятся и на суше на мышей, птиц и насекомых. В исключительных случаях охотятся и на более крупных млекопитающих размером с ягнёнка.

## Поведение

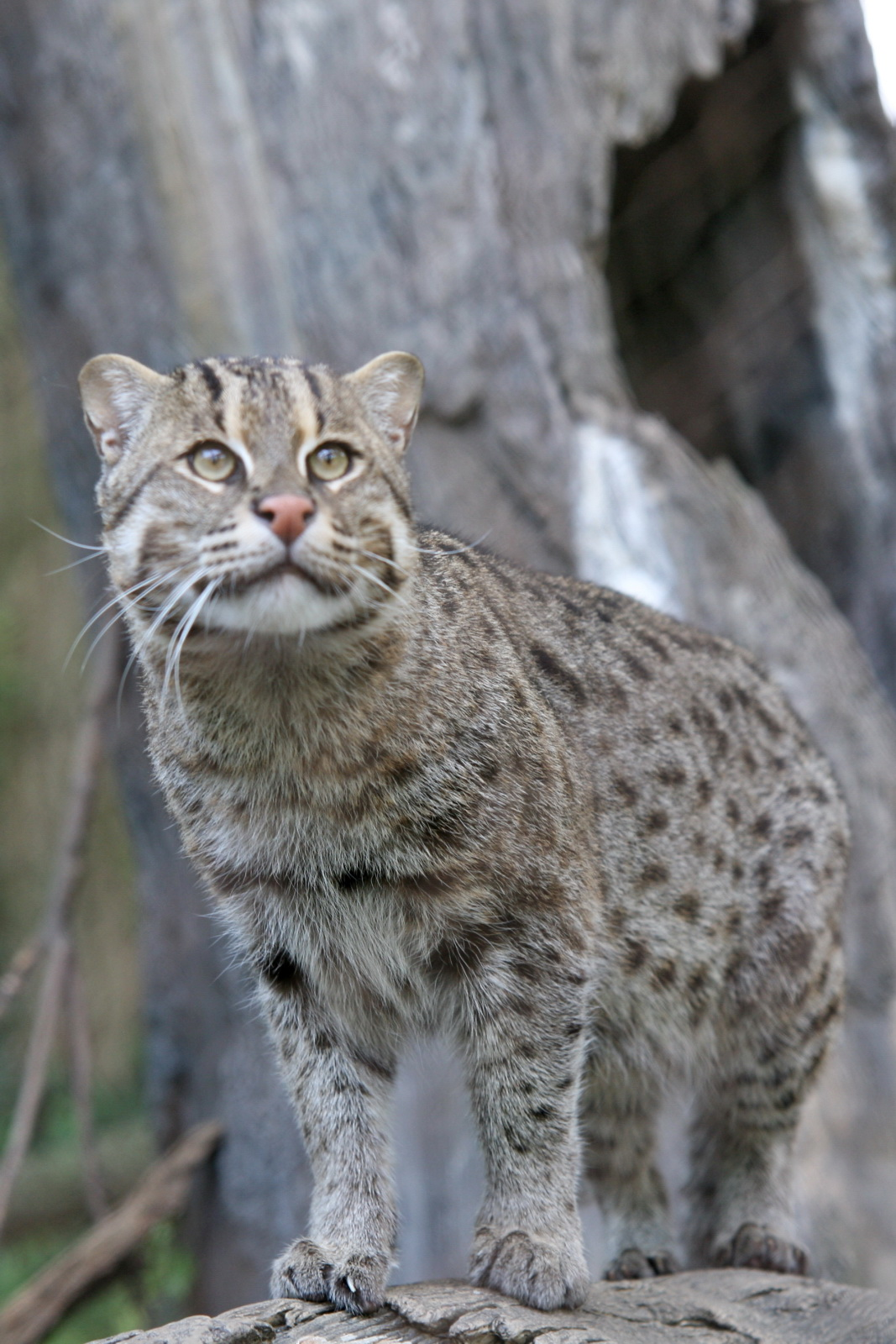

Рыбные кошки имеют репутацию драчунов и забияк, однако встречи с человеком они избегают. Описывается случай, когда рыбная кошка разогнала стаю собак. Бытует миф о том, что рыбная кошка утащила четырёхмесячного ребёнка из Сингапура, впрочем, документально не подтверждённый. Однако заслуживает интереса подлинный факт, когда рыбный кот, самец, особо крупный экземпляр, содержавшийся в зоопарке, вырвался из клетки и, войдя в клетку к детёнышу леопарда, убил его.

## Подвиды
- Prionailurus viverrinus viverrinus: Индия, юго-восточная Азия, Суматра
- Prionailurus viverrinus risophores: Ява, Бали